# Штормівська волость
Штормівська волость — історична адміністративно-територіальна одиниця Старобільського повіту Харківської губернії із центром у селі Штормове.
Станом на 1885 рік складалася з 6 поселень, 6 сільських громад. Населення — 5299 осіб (2682 чоловічої статі та 2617 — жіночої), 824 дворових господарства.
|                     | Площа, десятин | У тому числі орної, дес. |
| ------------------- | -------------- | ------------------------ |
| Сільських громад    | 10818          | 5073                     |
| Приватної власності | 7442           | 2265                     |
| Іншої власності     | 285            | 202                      |
| Загалом             | 18545          | 7540                     |

Основні поселення волості станом на 1885:
- Штормове — колишнє власницьке село при річці Айдар за 21 версту від повітового міста, 1712 осіб, 281 дворове господарство, православна церква, школа, лавка, паровий млин, 3 шкіряних заводи, 2 ярмарки на рік. За 6 верст — винокурний завод із паровим млином.
- Денежникове — колишнє власницьке село при річці Айдар 1427 осіб, 217 дворових господарств, православна церква, 4 лавки, 7 постоялих дворів.
- Співаківка — колишнє власницьке село при річці Айдар 1302 особи, 201 дворове господарство, православна церква.